# Ír farkaskutya

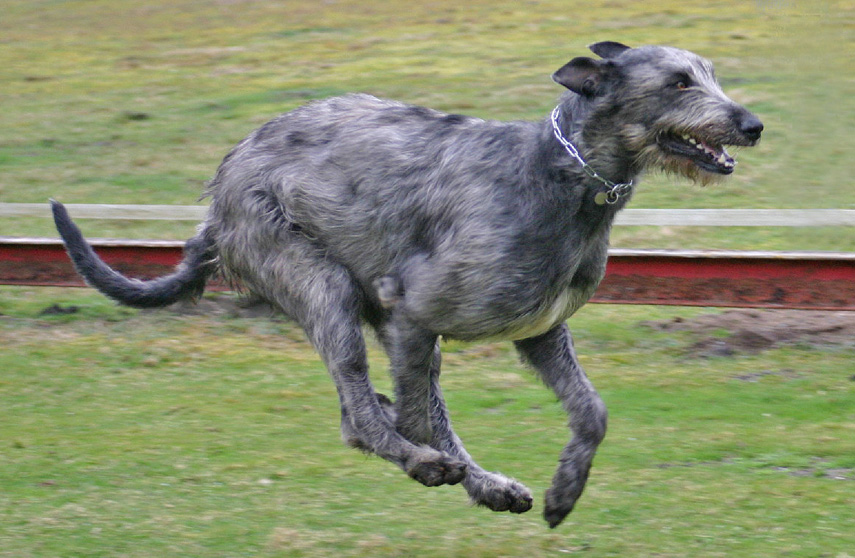
Ír farkaskutya futás közben

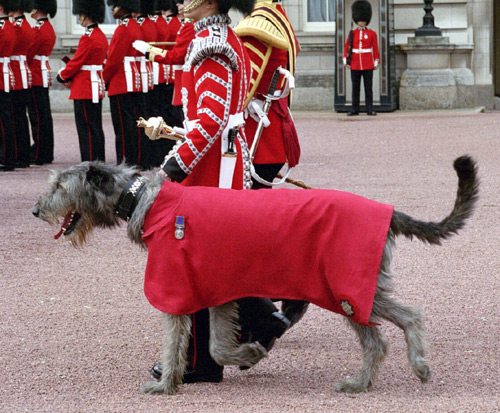
Ír farkaskutya az ír gárda kötelékében

Az ír farkaskutya (angolul: Irish Wolfhound és írül: Cú Faoil) egy ír kutyafajta. A világ egyik legnagyobb termetű kutyája, mely megjelenésében tükrözi a nagyságot, az erőt, a tömeget, az eleganciát és a könnyedséget. Amilyen gigantikus és tekintélyt parancsoló, olyannyira gyengéd és kedves is egyben ez a kétezer évnél is idősebb faj, mely fejedelmek és királyi udvarok lakójaként vált ismertté.

## Története
Kialakulása i. e. 100 körülre tehető, amikor a kelták elkezdték tenyészteni az ír farkaskutyákat. Az immáron több mint kétezer éves múltra visszatekintő fajjal lehet találkozni a római elbeszélésekben, mítoszokban és mondákban. Elődei királyi udvarokban éltek, hiszen ezek az impozáns ebek évszázadokon át értékes ajándéknak számítottak Európa uralkodói között és így eljutottak Perzsiába és Indiába is. Egyedszáma az 1800-as években - amikor a farkas kipusztult Írországból - erősen, megcsappant. Fennmaradása elsősorban a skót George Graham kapitány erőfeszítéseinek köszönhető, aki a még meglévő egyedekkel skót szarvasagárral, német doggal, orosz agárral és még néhány nagy testű fajtával - megalkotta a ma ismert, gigantikus ír farkaskutyát.

## Külleme
Hatalmas testével az ír farkaskutya lenyűgöző látványt nyújt. Hasonlít a skót szarvasagárra, de nehezebb és vaskosabb felépítésű annál. A hasonlóság onnan is ered, hogy a fajta részt vett a skót szarvasagár kialakításában. Törzse és háta hosszú, a lágyéka ívelt. A farka hosszú, enyhén felfelé ívelő. Hasa erősen felhúzott. Mellkasa nagyon mély és meglehetősen széles. Szépen ívelt bordái erősen hátrahúzódnak, izmos válla lejtős. Mellső lábai vastag csontúak, a könyökei a teste alatt vannak, sem kifelé, sem befelé nem fordulnak. Izmos combjai hosszúak, térde erősen lehajlott. Egyenesen álló mancsai kör alakúak és mérsékelten nagyok. A lábujjai ívesek és zártak.
Nyaka hosszú, szépen ívelt és erős. A fej hosszú és lapos, a kutya magasan tartja. Az arcorri rész mérsékelten hegyes. A fülei kicsik és hátrahajlanak (rózsafülek). Az ír farkaskutya harapása ideális esetben ollószerű, de azért a harapó fogószerű harapás is megengedett. A kanok szokásos marmagassága legalább 79 cm, de az ideális érték 81–86 cm. A szukák minimális marmagassága 71 cm. Az Ír farkaskutya átlagos testtömege 41–55 kg, kanoké legalább 55 kg és a szukáké 41 kg.
A test, a lábak és a fej szőrzete is durva, érdes tapintású, a szem fölött és az alsó állkapcson hosszabb, zilált szőrzet nő. Az ír farkaskutya szürke, csíkos, vörös, fekete, őzbarna és tiszta fehér színekben ismert, de mindközül a szürke a leggyakoribb. Minden egyéb, a skót szarvasagárnál előforduló szín – például a sárga - is elfogadható. A szőrzet színétől függetlenül a szemek mindig sötétek, az orr, az ajak és a szemek peremei pedig feketék.

## Jelleme
Az ír farkaskutya igen kiegyensúlyozott, barátságos és szelíd természetű eb. Az agresszivitás teljesen idegen tőle. Józan társ benyomását kelti, aki feltétlenül hűséges gazdájához, és családjához. Jól alkalmazkodik és csak ritkán makacs, de ettől még nem alázatos. A felnőtt kutya a lakásban, és azon kívül általában nyugodtan viselkedik. Erős mély hangját csak ritkán hallatja. Noha mérete és megjelenése mást sugall, ez a fajta nem a legjobb házőrző. Ha veszélyt érez, ugyan ugatással jelzi, de a cselekvést a gazdájára hagyja - eszébe sem jut, hogy közbeavatkozzon. Nagyon szereti a társaságot, a kifutóban csak "hervadozik". Ha lakásban kell élnie a család tagjaként a kis lakásban nem érzi jól magát, mert nagy helyre van szüksége.

## Társas viselkedés
Ez a fenséges kutya nagyon jól kijön a gyerekekkel, és más kutyákkal való kapcsolata is problémamentes. Igen erős a vadászösztöne, ezért gazdájának már kölyökkorától kezdve oda kell figyelnie, ha a macskákkal vagy más háziállatokkal kerül érintkezésbe. Ha viszont már megszokta a jelenlétüket, gond nélkül elviseli őket. Az ír farkaskutya rajong az emberekért, a szívesen látott, és hívatlan vendégeket egyaránt barátként üdvözli.

## Általános gondozási tudnivalók

### Szőrzetápolási igényei
Az ír farkaskutya szőrzete rendszeres és alapos kefélést igényel. Évente egyszer vagy kétszer ki kell szedni a felesleges elhalt szőrszálakat, hogy az új szőrnek legyen helye a növekedésre, és elkerüljék a problémákat. Igen gyorsan növekvő fajta, ezért nagyon fontos, hogy ne takarékoskodjanak a kiegyensúlyozott étrend biztosításánál. Növekedésének éveiben hagyni kell, hogy a kutya maga döntse el mennyi mozgásra van szüksége, mivel ilyenkor a túl sok kényszerű mozgás, valamint a nagy távolságok megerőltethetik fejlődő szervezetét. Az ír farkaskutya növekedése legalább 2 évig tart.

### Tanítása
Ezt a kutyát viszonylag könnyű tanítani, de olyan gazda kell hozzá, aki ismeri és érti a kutya jellemét, ha a gazda szelíd módszerrel, nagyon következetesen, egyértelműen és megértő módon lát munkához, akkor együtt nagyszerű eredményeket érhetnek el, mivel az ír farkaskutya gyorsan megérti, hogy mit akarnak tőle.
Fiatal korában még bizonytalan lehet - önbizalmát ilyenkor jó példával és a helyes viselkedés megjutalmazásával célszerű növelni. Még kölyökkorában rá kell szoktatni, hogy ne rángassa a pórázt, mivel később túl nagy, és erős lesz ahhoz, hogy ez a hiba könnyen kijavítható legyen. A hosszú, megerőltető séták, kimerítő futások károsíthatják a kölykök ízületeit. Ezért hagyjuk, hogy saját tempója szerint fusson és játsszon.

## Képgaléria

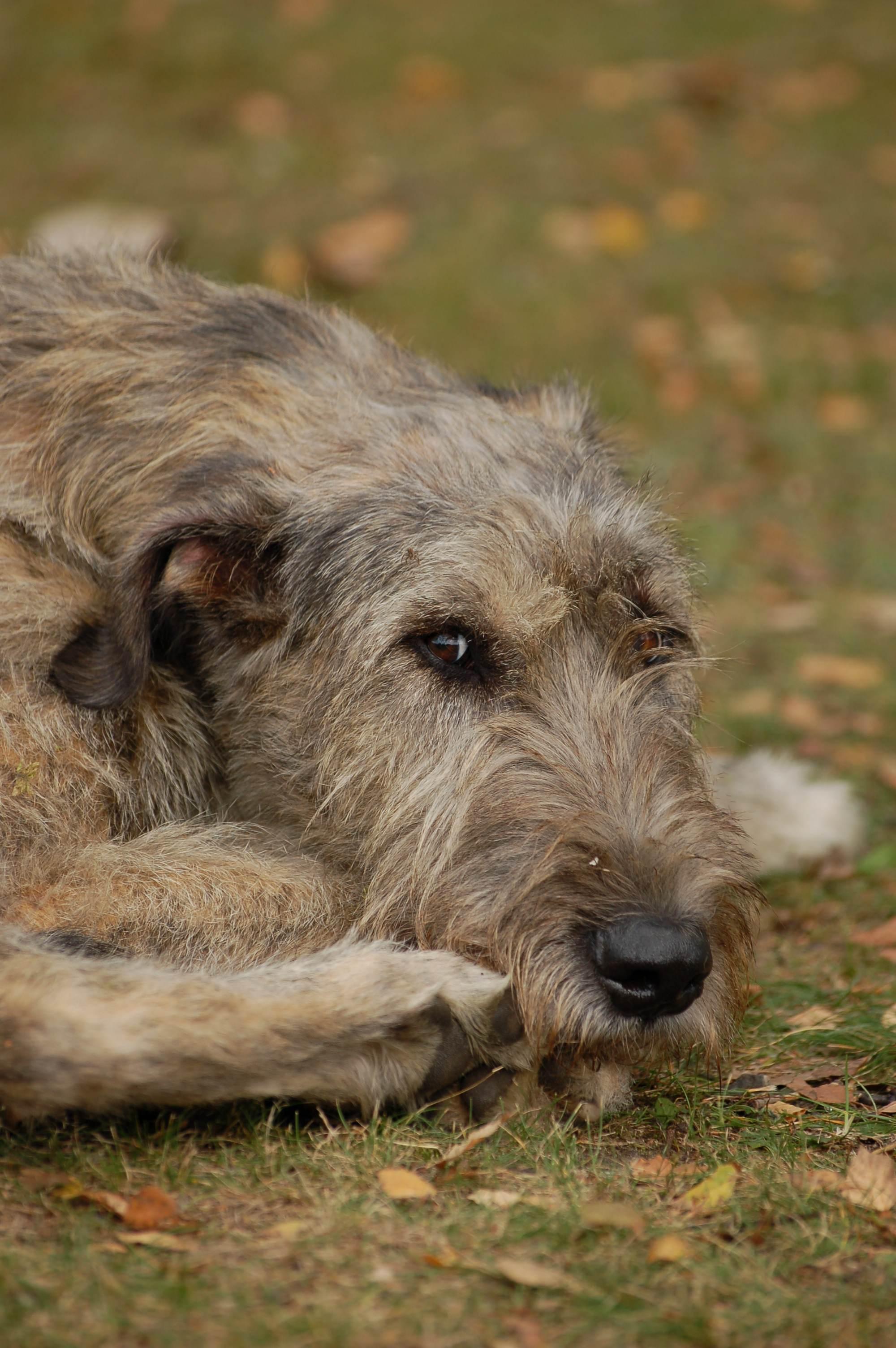
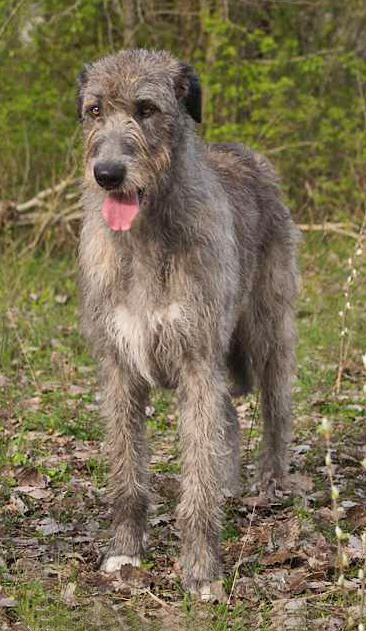
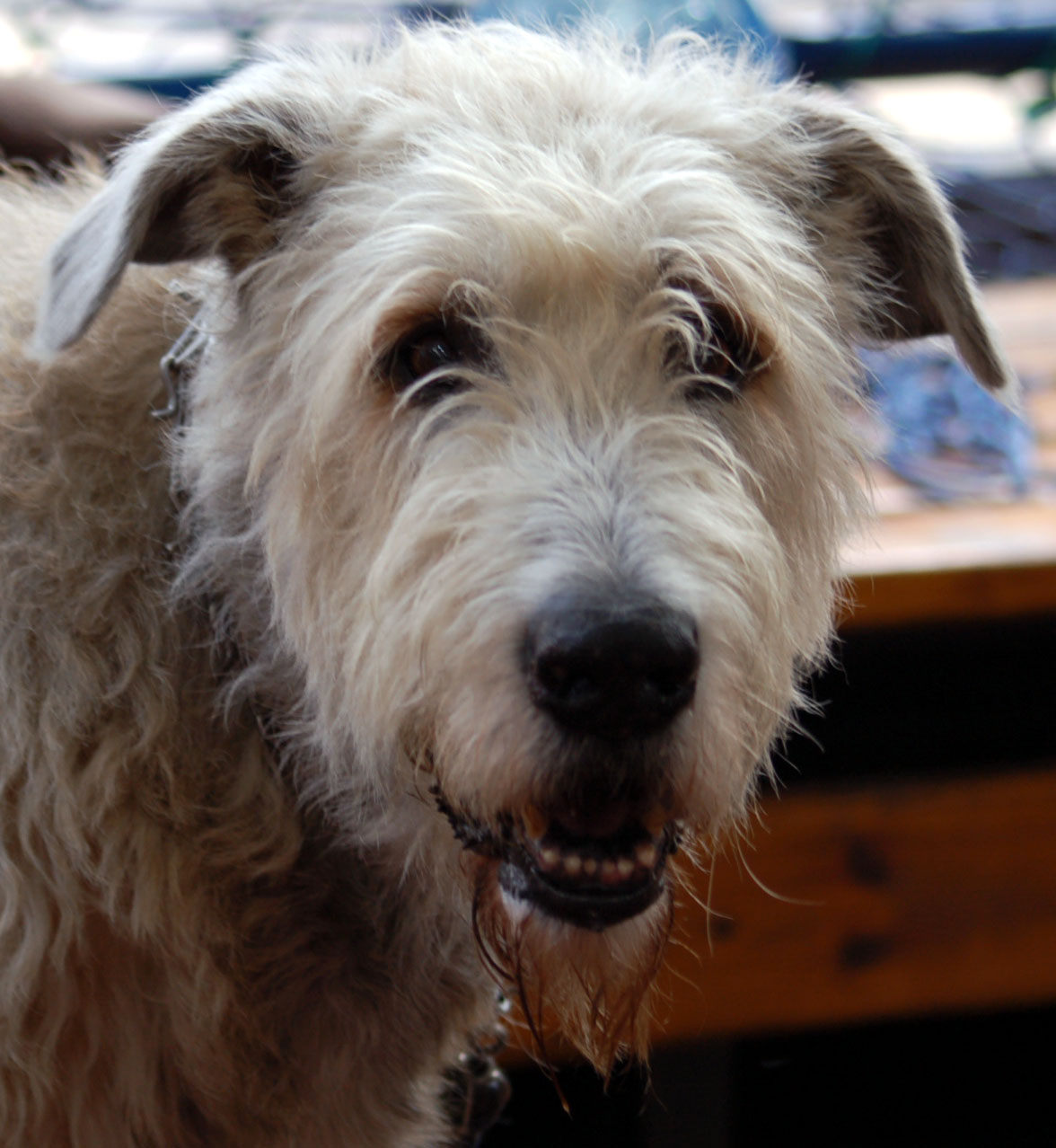
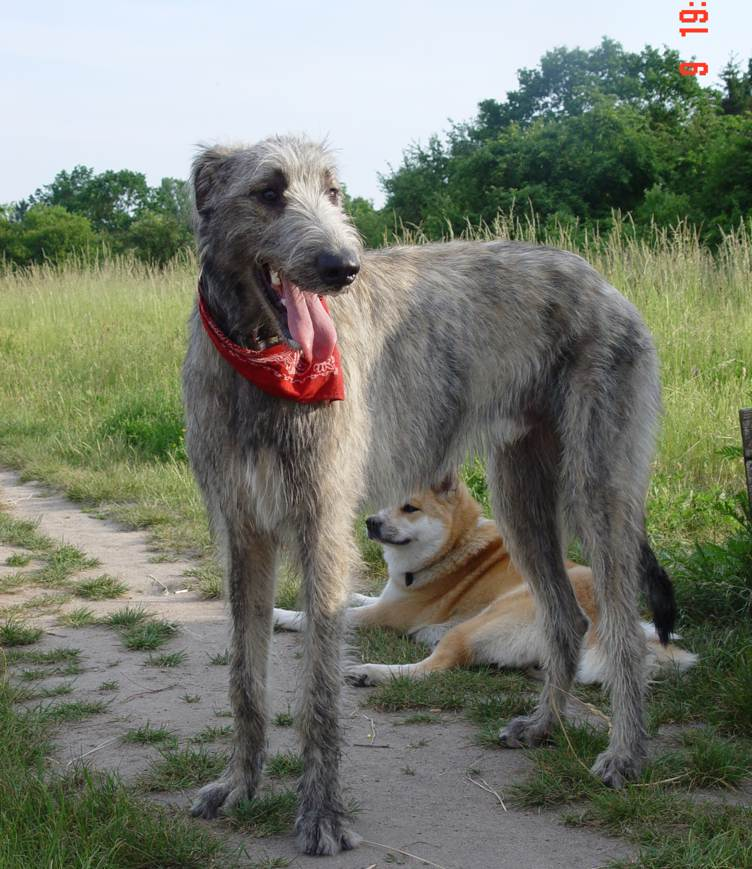